# 伊朗—英國關係
伊朗－英國關係即英國與伊朗伊斯蘭共和國之間的關係。

## 歷史

### 一次世界大戰初期
1906年伊朗立憲運動期間，立憲份子尋求英國公使館庇護，但英國聲明自身無意介入伊朗內政，將不會提供任何好處給避難人士，隔年英俄簽定英俄條約，確立英俄兩國在伊朗的勢力範圍，伊朗北方為俄國所有，英國則分得東南方。
1915年初，英國為對抗德國在伊朗的勢力發展，支持俄國在伊朗北部的軍事活動，並強烈關注伊朗是否真的在大戰中選擇中立。
同年2月3日，英國派遣部隊進入伊朗西南部城市阿瓦士，伊朗外交部長'Ala' al－Saltaneh向駐伊英國公使沃爾特·燾訥里要求英國撒兵，3月底，伊朗首相米爾扎·納斯魯拉汗向英公使表示，伊朗無意與英國站在同一陣線，並指該國將保持中立。4月，米爾扎·納斯魯拉汗組織新內閣，以期獲得英方支持。對此，英國駐伊朗公使查爾斯·莫瑞·馬林給予正面回應，其認為唯有保證伊朗內閣穩定，才能使伊朗維持中立，並因此遊說英國政府支持伊朗新內閣。
7月20日米爾扎·納斯魯拉汗辭職，伊朗再次重組內閣。英國支持的阿卜杜勒-海珊·米爾扎·法爾曼法爾馬未出現在新任內名單內，該年年底，英國佔領伊朗南部的設拉子和東南部的錫斯坦。

### 二次世界大戰及之後
1941年，为防伊朗投靠德国，英國與蘇聯聯合出兵占领伊朗。
20世紀70年代，英國國防部的子公司與伊朗陸軍簽訂了一份坦克交易合同，伊朗國王向英國支付了4億鎊購買1,500輛坦克。1979年伊朗伊斯蘭革命之後，英國停止交付坦克，並且也不退還伊朗的付款。2010年，伊朗要求英国归还订购坦克预付金。2011年11月29日，数百名伊朗学生对英国驻伊朗大使馆发起冲击，有伊朗学生翻过驻伊使馆的墙壁进入英国使馆庭院之内，放火并焚燒英国国旗，抗议英国政府对伊朗采取的单边制裁措施。
2019年7月，英國以執行歐盟禁令為由，於直布羅陀扣押一艘伊朗的油輪。伊朗外交部指控英國的行為不合法。隨即伊朗扣押悬挂英国國旗的油轮“斯坦纳帝国”（Stena Impero）作為報復。8月15日，直布罗陀当局决定释放被扣押的伊朗郵輪。美國要求繼續扣押但被駁回。
2022年3月16日，英國政府同意向伊朗償還坦克預付金，隨後被伊朗扣押的纳扎宁·扎加里-拉特克利夫和阿努谢·阿舒里獲釋。2022年7月6日，英国驻伊朗副大使惠特克被指從事間諜活動而被逮捕。
2023年1月25日，伊朗外交部宣布制裁欧盟和英国的30名个人和4个实体。4月24日，伊朗外交部宣佈对部分欧盟和英国的机构和个人实施制裁。